# 秋山久三
秋山 久三（あきやま きゅうぞう、1891年（明治24年）1月25日 - 1982年（昭和57年）8月2日）は、日本の陸軍軍人。最終階級は陸軍少将。最後の陸軍騎兵学校長。

## 経歴
奈良県出身。1913年（大正2年）5月、陸軍士官学校（25期）を卒業。同年12月、騎兵少尉に任官した。
1930年（昭和5年）8月、騎兵少佐に進級。1934年（昭和9年）8月、騎兵第7連隊長に就任。1936年（昭和11年）1月、陸軍騎兵学校教官兼同校研究部部員となり、同年3月、騎兵中佐に進んだ。1939年（昭和14年）8月、騎兵大佐に昇進し騎兵第15連隊長に就任した。1940年（昭和15年）3月、軍馬補充部付となり、1941年（昭和16年）3月、陸軍兵器本廠付に転じた。
1942年（昭和17年）8月、捜索第39連隊長に発令され日中戦争に出征し、宜昌に駐屯した。1943年（昭和18年）6月、騎兵学校付となり、1944年（昭和19年）12月、騎兵学校長に就任した。1945年（昭和20年）6月、陸軍少将に進み終戦を迎えた。1947年（昭和22年）11月28日、公職追放仮指定を受けた。
戦後、タカラベルモント専務を務めた。1982年8月、心筋梗塞のため練馬区の自宅で死去した。